# العمارشة (عين الرباح)
العمارشة هو دُوَّار يقع بجماعة الخزازرة، إقليم سطات، جهة الدار البيضاء سطات في المملكة المغربية. ينتمي الدوّار لمشيخة عين الرباح التي تضم 7 دواوير. يقدر عدد سكانه بـ 558 نسمة حسب الإحصاء الرسمي للسكان والسكنى لسنة 2004.

## روابط خارجية
- البوابة الوطنية للجماعات الترابية
- المندوبية السامية للتخطيط